# Eurata polonia
Eurata polonia là một loài bướm đêm thuộc phân họ Arctiinae, họ Erebidae.